# Campagnac (Aveyron)
Campagnac – miejscowość i gmina we Francji, w regionie Oksytania, w departamencie Aveyron. W 2013 roku jej populacja wynosiła 472 mieszkańców. Gmina położona jest na terenie Parku Regionalnego Grands Causses. 

## Zabytki
Zabytki w miejscowości posiadające status monument historique:
- kościół św. Cyrusa i Julity (fr. Église Saint-Cyr-et-Sainte-Julitte)